# Crush (1980 Me)
"Crush (1980 Me)" foi o quarto single oficial do álbum Spin do cantor australiano Darren Hayes, sendo lançado internacionalmente em 2003.
Já na Austrália, a música foi o terceiro single do álbum, sendo lançada ainda em 2002.

## Composição
Em "Crush (1980 me)", Darren não faz segredo de sua paixão pelos anos 1980. Nesta música, ele presta uma homenagem a essa época excentricamente pop. Três minutos de vocais acelerados, batidas que remetem ao dance francês e sugar pop. A letra faz referências a diversos artistas da década de 1980, tais como Cyndi Lauper, Michael Jackson, Culture Club e Eurythmics.
A música foi produzida por Robert Conley, antecedendo a parceria que os dois teriam no álbum seguinte do cantor The Tension and the Spark.

## Lançamento
O single foi lançado no começo de 2003, alcançando o Top 20 no Reino Unido. Samples de "Holiday", hit de Madonna de 1983, foram usados no remix "Crush On Holiday", lançado em algumas versões do single.

## Videoclipe
O teledisco foi gravado na Austrália e traz todos os elementos da época oitentista. Dos figurinos às coreografias, o clipe é mais anos 1980 que os próprios vídeos da época e inclui referências a filmes, games, danças, entre outros. É um tributo à cultura pop dos anos 1980.

## CD Single
- Austrália

1. "Crush (1980 Me)" (Album Version)
2. "Crush (1980 Me)" (Mayday Disco Biscuit Mix)
3. "Strange Relationship" (F Mix)
4. "Right Dead Back On It" (Original Demo Recording) (featuring Elisa Fiorillo)
5. "Insatiable" (Acoustic Version) (Live in the Capital Radio)

- Reino Unido CD 1

1. "Crush (1980 Me)" (Album Version)
2. "Crush (1980 Me)" (Mayday Disco Biscuit Mix)
3. "I Miss You" (Dallas Austin Mix)
4. "Crush (1980 Me)" (Video)

- Reino Unido CD 2

1. "Crush (1980 Me)" (Radio Edit)
2. "Crush (1980 Me)" (Crush On Holiday Mix)
3. "Crush (1980 Me)" (Instrumental Version)

## Paradas musicais
| Parada semanal                 | Posição |
| ------------------------------ | ------- |
| Austrália (ARIA)               | 19      |
| Reino Unido (UK Singles Chart) | 19      |
| Suécia (Sverigetopplistan)     | 55      |